# Reincarnatus
Reincarnatus is een Nederlandse vrouwelijke popband die popmuziek en rockmuziek combineert met middeleeuwse muziekinstrumenten. 

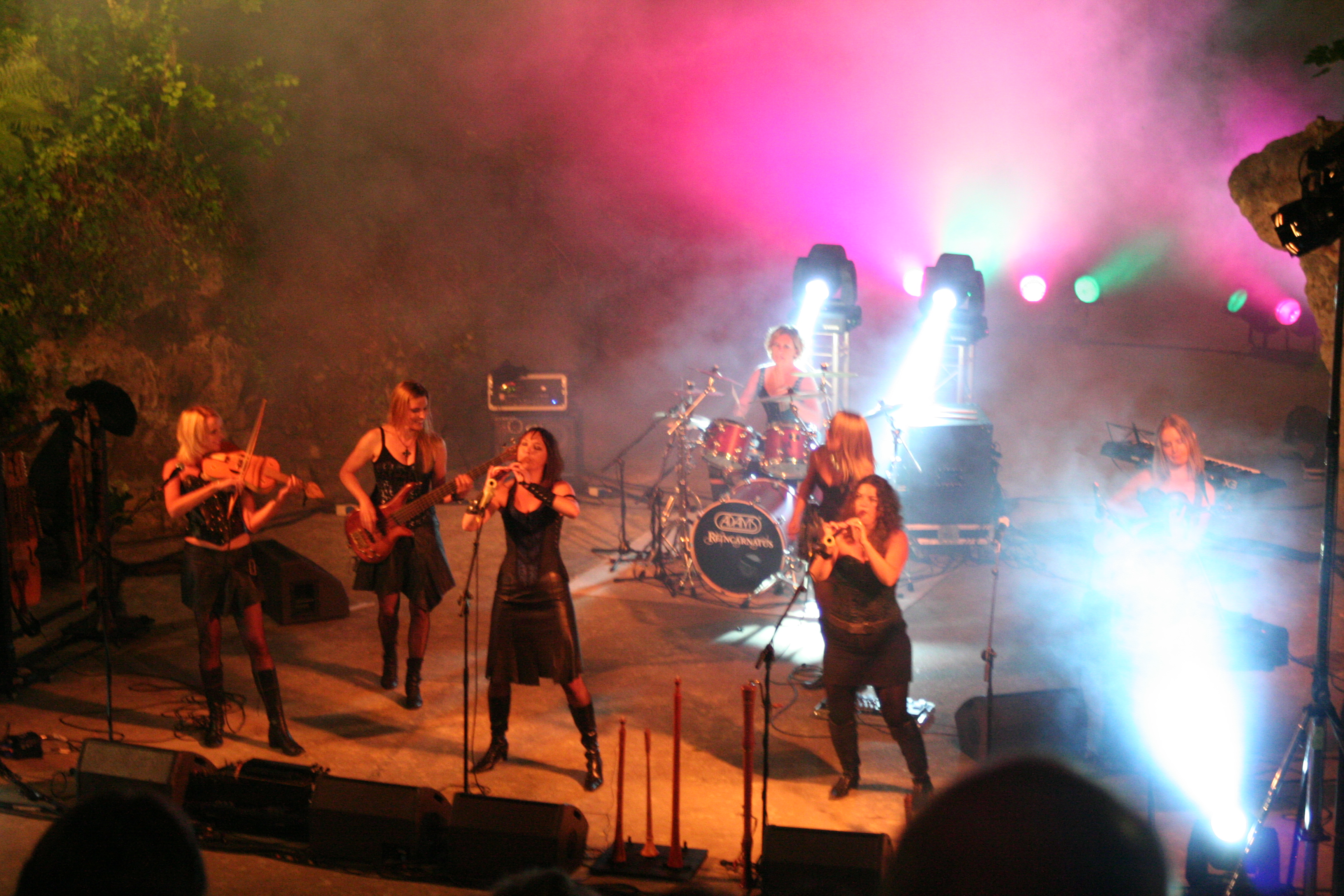
Reincarnatus - Openluchttheater - Valkenburg a/d Geul

## Geschiedenis van de band
De band werd in 2005 door Renate Dirix en Joyce Hamers opgericht. Later kwamen Marna van der Velden, Linda Custers, Isabelle Dosne, Inge Stallinga-Gorissen, Hellen Hurkens, Eleën Bartholomeus bij de band. Al een jaar na de oprichting toerde de band door Nederland, wat best succesvol was. In dat jaar bracht de band een mini-cd uit, die ze zelf financierde. Twee jaar later publiceerde de band haar debuutalbum, dat Media Vita heet. Dat belandde reeds enkele weken na de release op de 62ste plaats van de Nederlandse LP-Charts, waar het album 2 weken stand hield. Ook werd het album door Radio 2 tot cd van de maand uitgeroepen.
In Duitsland werd de band door de deelname aan de Anderswelt-Tour van de Münchense Middeleeuwse-Rock-Band Schandmaul, die door Oostenrijk, Zwitserland, en Duitsland voerde, bekend. In diezelfde periode kwam Ruth Maassen bij de band welke de positie deelde met Marna, om op den duur deze rol geheel over te nemen. Op 26 maart 2010 speelde Reincarnatus drie nummers bij gelegenheid van de opening 125 jaar VVV door de Koningin op de Kasteelruïne in Valkenburg aan de Geul. In 2010 nam de band deel aan diverse festivals, o.a. in Wacken, Solingen, Kronach en Kaiserslautern. In maart 2012 verscheen het tweede album van de band, dat New Life heet. De cd werd gepresenteerd in de Effenaar in Eindhoven, met medewerking van de Maastrichtse sambaband Segura!. Daar kon het publiek tevens kennismaken met de nieuwe drumster Suzanne Hanke. Voormalige drumster Joyce is zich vanaf dat moment volledig op het management gaan richten.
In juni 2013 bezocht de band het 4de International Festival of Intangible Cultural Heritage in Chengdu in China. Behalve op het festival verzorgde de band ook enkele concerten in de regio Chengdu.

## Muziekstijl
De band combineert middeleeuwse muziek en moderne popmuziek. Daarbij gebruikt de band instrumenten zoals doedelzakken, vedels, draailieren en schalmeien. Deze worden gecombineerd met drums, gitaren en synthesizers. De zang is in het Engels, Latijn of in oude middeleeuwse Europese talen (b.v.Occitaans). Zo hebben ze een geheel eigen sound gecreëerd, die soms wel iets weg heeft van Keltische muziek. Reincarnatus treedt op in Nederland, België, Duitsland, Oostenrijk en Italië. Begin 2015 kondigde de band aan om terug te keren naar zijn roots en de hedendaagse instrumenten de rug toe te keren. Ook wil men de optredens beperken tot intiemere evenementen.

## Bezetting
Huidig:
- Renate Dirix (componist, zang, draailier, schalmei, doedelzak, sleutelvedel)
- Isabelle Dosne (fluiten, schalmei, harp)
- Erwin Gielen (drums)
- Hellen Hurkens (basgitaar, achtergrondzang)
- Jasmijn Keulers (gitaar)
- Ruth Maassen (leadzang, bouzuki, gitaren, schalmei)
- Inge Stallinga-Gorissen (vedel, sleutelvedel)

Ex:
- Eleën Bartholomeus (gitaren)
- Linda Custers (vedel, sleutelvedel)
- Joyce Hamers (drums)
- Suzanne Hanke (drums)
- Marna van der Velden (zang, gitaren, schalmei)

## Discografie
- 2006: Mini-CD (eigen productie)
- 2008: Media Vita (eigen productie)
- 2010: DVD Media Vita Tour (eigen productie)
- 2012: New Life (eigen productie)